# Балто-слов'янські мови
Ба́лто-слов'я́нські мо́ви — це гілка споріднених мов індоєвропейської мовної родини. Традиційно до неї входять групи балтійських і слов'янських мов. Балтійські і слов'янські мови мають кілька спільних лінгвістичних рис і велику подібність лексик, чого немає в жодній іншій індоєвропейській гілці і що, отже, вказує на період загального розвитку. Хоча ідея балто-слов'янської єдности оскаржують (почасти через політичні розбіжності), нині[коли?] серед фахівців з індоєвропейської лінгвістики існує загальний консенсус щодо класифікації балтійських і слов'янських мов у єдину гілку, з лише деякими деталями характер їхніх відносин залишається спірним.
Прабалто-слов'янську мову можна реконструювати за допомогою порівняльного методу, що походить від праіндоєвропейської мови за допомогою чітко визначених фонетичних законів, від якого розвинулися сучасні слов'янські і балтійські мови. Один особливий діалект відокремився від континууму балто-слов'янських діалектів і став прабатьком праслов'янської мови, від якої походять всі слов'янські мови.
Балтослов'янські мови умовно поділяються на чотири підгрупи: дніпровськобалтійські †, західнобалтійські †, східнобалтійські, західнослов'янські, східнослов'янські, південнослов'янські, які разом складають понад 30 мов. З них 10 мають не менше одного мільйона носіїв і мають офіційний статус національних мов тих країн, у яких вони переважно говорять: латвійська та литовська (східнобалтійська група), білоруська, російська, й українська (східнослов'янська група), польська, словацька та чеська (західнослов'янська група), болгарська і македонська (східні діалекти південнослов'янської групи), сербохорватська і словенська (західні діалекти південнослов'янської групи).

## Історична суперечка
Характер взаємозв'язку балто-слов'янських мов був предметом багатьох дискусій з самого початку історичного індоєвропейського мовознавства як наукової дисципліни. Деякі з них більше прагнуть пояснити схожість між цими двома групами не з точки зору мовного «генетичного» зв'язку, а через мовний контакт та діалектну близькість у праіндоєвропейський період.
Балтійські і слов'янські мови мають багато близьких фонологічних, лексичних, морфосинтаксичнх і акцентологичних подібностей (перерахованих нижче). Ранні індоєвропейці Расмус Раск і Авґуст Шляйхер (1861) запропонували просте рішення: від праіндоєвропейської пішла балто-германо-слов'янська мова, з якої прабалто-слов'янська (пізніше розділена на прабалтійську і праслов'янську) і германську. Пропозиція Шляйхера була підхоплена і уточнена Карлом Бруґманом, який перерахував вісім нововведень у якості свідоцтва балто-слов'янської гілки в «Grundriss der vergleichenden Grammatik der indogermanischen Sprachen» («Нарис порівняльної граматики індогерманских мов»). Однак латиський лінгвіст Яніс Ендзелінс вважав, що будь-які подібності між балтійськими і слов'янськими мовами є результатом інтенсивного мовного контакту, тобто вони не були генетично тісніше пов'язані і що не було загального прабалто-слов'янської мови. Антуан Меє (1905, 1908, 1922, 1925, 1934), французький лінгвіст, у відповідь на гіпотезу Бруґмана, висунув точку зору, згідно з якою всі подібності балтійських і слов'янських мов виникли випадково, в результаті незалежного паралельного розвитку, і що ніякої балто-слов'янської мови не існувало. У свою чергу, польський лінгвіст Розвадовський передбачає, що схожість між балтійськими і слов'янськими мовами є результатом як генетичного споріднення, так і більш пізнього мовного контакту. Томас Оландер підтверджує твердження про генетичну спорідненість у своїх дослідженнях в області порівняльної балто-слов'янської акцентології.

Різні схематичні замальовки можливих альтернативних балто-слов'янських мовних відносин; Ван Вейк, 1923 рік.

Попри те, що деякі лінгвісти все ще відкидають генетичний зв'язок, більшість вчених визнають, що балтійські та слов'янські мови пережили період спільного розвитку. Ця точка зору також відображена в більшості сучасних стандартних підручників з індоєвропейської лінгвістики. Застосування Ґрея та Аткінсона (2003) аналізу дивергенції між мовами і деревом підтримує генетичний зв'язок між балтійською та слов'янською мовами, датуючи розкол родини приблизно 1400 до н. е.

## Класифікація
Балто-слов'янські мові (від прабалто-слов'янської), на думку більшости індоєвропеїстів, утворює філогенетичну одиницю, тоді як меншість приписує їхню подібність тривалому мовному контакту.
- Слов'янські (від праслов'янської), засвідчена з 9 століття нашої ери (можливо, раніше) найдавнішими текстами старослов'янською мовою. До слов'янських мов належать:
  - західнослов'янські: кашубська, лужицька (верхньолужицька та нижньолужицька), польська, сілезька, словацька, чеська
  - східнослов'янські: білоруська, російська, русинська, українська
  - південнослов'янські:
    - західно-південнослов'янські: сербохорватська (боснійська, сербська, хорватська та чорногорська), словенська мова
    - східно-південнослов'янські: болгарська, македонська, староцерковнослов'янська†, церковнослов'янська†, місцеві різновиди, в тому числі київський ізвод
- Балтійські (від прабалтійської), датуються XIV століттям; хоча і засвідчені відносно недавно, вони зберігають багато архаїчні риси, приписувані праіндоєвропейської. Західнобалтійські мови є мертвими мовами, а живими східнобалтійські — жмудська, латґальська, латвійська, литовська.

### Модель дерева
Традиційний поділ на дві окремі групи (тобто слов'янську та балтійську) переважно підтримують вчені, які сприймають балтослов'янську мову як генетичну гілку індоєвропейської. Існує загальна думка, що балтійські мови можна розділити на східнобалтійські (литовська, латвійська) і західнобалтійські (давньопруська). Внутрішня різноманітність балтійських мов вказує на набагато більшу часову глибину для розпаду балтійських мов у порівнянні зі слов'янськими.
Традиційна балто-слов'янська модель дерева

| Балтійська | \| \| Західнобалтійські \| \| \| \| \| \| Східнобалтійські \| \| \| \| |
|            | \| \| Західнобалтійські \| \| \| \| \| \| Східнобалтійські \| \| \| \| |
|            | Слов'янська                                                            |
|            |                                                                        |
|            | Західнобалтійські                                                      |
|            |                                                                        |
|            | Східнобалтійські                                                       |
|            |                                                                        |

|  | Західнобалтійські |
|  |                   |
|  | Східнобалтійські  |
|  |                   |

Цей двосторонній поділ на балтійські та слов'янські мови вперше був оскаржений у 1960-х роках, коли Володимир Топоров та В'ячеслав Іванов зауважили, що очевидна різниця між «структурними моделями» балтійських та слов'янських мов є результатом інноваційної природи праслов'янської мови, і що остання розвинулася з більш ранньої стадії, яка відповідала архаїчнішій «структурній моделі» протобалтійського діалектного континууму. Фредерік Кортландт (1977, 2018) запропонував, що західнобалтійська і східнобалтійська насправді не тісніше пов'язані одна з одною, ніж будь-яка з них пов'язана зі слов'янською, тому балто-слов'янську мову можна розділити на три рівновіддалені гілки: східнобалтійську, західнобалтійська та слов'янська.
Альтернативна балто-слов'янська модель дерева

| Балто‑слов'янська | \| \| Західнобалтійська \| \| \| \| \| \| Східнобалтійська \| \| \| \| \| \| Слов'янська \| \| \| \| |
|                   | \| \| Західнобалтійська \| \| \| \| \| \| Східнобалтійська \| \| \| \| \| \| Слов'янська \| \| \| \| |
|                   | Західнобалтійська                                                                                    |
|                   | |
|                   | Східнобалтійська                                                                                     |
|                   | |
|                   | Слов'янська                                                                                          |
|                   | |

Хоча гіпотеза Кортландта підтримується низкою вчених, усе ще залишається точкою меншости. Деякі вчені приймають поділ Кортландта на три гілки як припущення за замовчуванням, але, тим не менш, вважають, що є достатні докази для об'єднання західнобалтійської та східнобалтійської в проміжний балтійський вузол.
Тристороннє розщеплення підтримується глоттохронологічними дослідженнями В. В. Кромера, тоді як два генеровані комп'ютером генеалогічні дерева (з початку 2000-х), які включають давньопрусську, мають балтійський вузол, паралельний слов'янському.

## Історична експансія

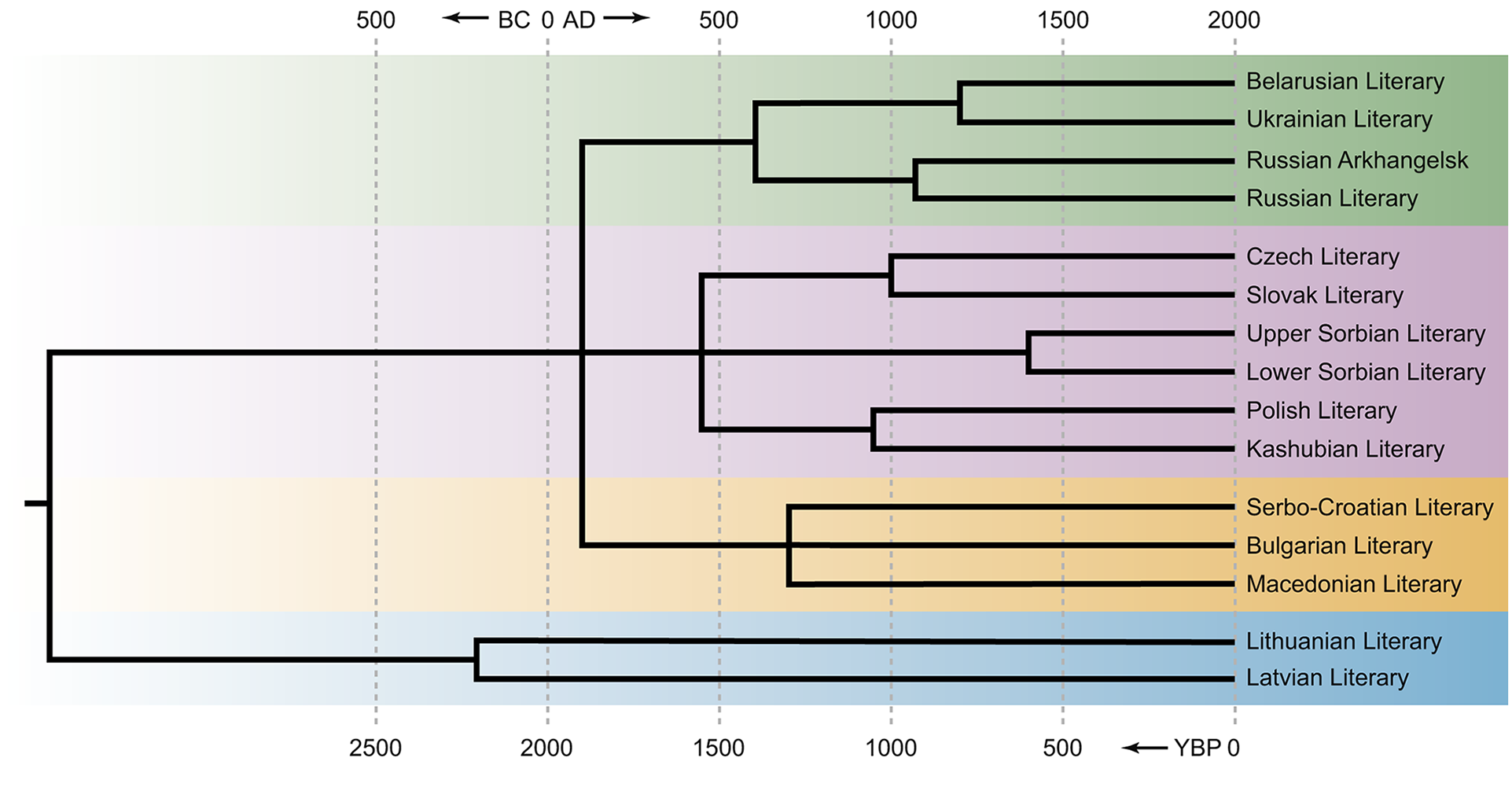
Філогенетичне дерево балто-слов'янських мов.
Шкала часу показує час поділу різних мовних гілок

Раптове поширення праслов'янської мови у VI та VII століттях (близько 600 року до нашої ери на єдиній праслов'янській мові без помітної діалектної диференціації говорили від Тессалонік у Греції до Новгорода в Русі): за деякими гіпотезами праслов'янська мова фактично була койне Аварської держави, тобто мовою управління та військового правління Аварського каганату у Східній Європі. У 626 р. слов'яни, перси та авари спільно напали на Візантійську імперію та брали участь в облозі Константинополя. У тому поході слов'яни воювали під аварськими офіцерами. Тривають суперечки щодо того, чи могли тоді слов'яни бути військовою кастою під каганатом, а не етнічною приналежністю. Їхня мова — спершу, можливо, лише одна місцева мова — після койнеїзації стала lingua franca Аварської держави. Це могло б пояснити, як праслов'янська мова поширилася на Балкани та території Дунайського басейну, а також пояснило б, чому авари так швидко асимілювалися, практично не залишаючи мовних слідів, і що праслов'янська мова була настільки незвичайно однорідною. Однак така теорія не дає змоги пояснити, як слов'яни поширилися на Східну Європу, територію, яка не мала історичних зв'язків з Аварським ханством. При цьому згодом Аварська держава була замінена остаточно слов'янською державою Великою Моравією, яка могла відігравати таку ж роль.
Також імовірно, що розширення слов'янської мови відбулося з асиміляцією іраномовних груп, як-от сармати, які швидко прийняли праслов'янську мову завдяки мовленню споріднених індоєвропейських сатемних мов, приблизно так само, як латинська мова розширилася за рахунок асиміляції кельтської носіїв континентальної Західної Європи та даків.
Це раптове розширення праслов'янської мови стерло більшість ідіом балто-слов'янського діалектного континууму, що залишило нам сьогодні лише дві групи — балтійську та слов'янську (або східнобалтійську, західнобалтійську та слов'янську, з точки зору меншости). За археологічними та глоттохронологічними критеріями це відокремлення від предків балто-слов'янського діалекту в праслов'янський відбулося десь у період 1500—1000 до нашої ери. Гідронімічні дані свідчать про те, що колись балтійськими мовами розмовляли на значно ширшій території, ніж та, яку вони охоплюють сьогодні, аж до Москви.

## Спільні риси балто-слов'янських мов
Ступінь споріднености балтійських та слов'янських мов вказується на ряд загальних рис, не спільних з іншими індоєвропейськими мовами, та на відносну хронологію цих нововведень, яку можна встановити. У балтійських і слов'янських мовах також є деякі успадковані слова. Вони або взагалі не зустрічаються в інших індоєвропейських мовах (за винятком запозичених), або успадковані від праіндоєвропейської, але зазнали ідентичних змін у значенні порівняно з іншими індоєвропейськими мовами. Це свідчить про те, що балтійська та слов'янська мови поділяють період спільного розвитку — прабалто-слов'янську мову.

### Фонетика та фонологія
О. Освальд Семереньї зазначив чотирнадцять пунктів, які, на його думку, не можуть бути наслідком випадку або результатом паралельного розвитку, і які є, як він вважає, доказом існування єдиної балто-слов'янської мови. Там, де не вказано інше, аргументи прихильників генетичної споріднености балтійських і слов'янських мов, в цьому випадку — на підставі фонетичних, фонологічних і морфонологічних (морфофонологічних) ознак, даються по Антанасу Клімас:
1. Фонологічна палаталізація (описана Є. Куриловичем у 1956 році);
2. Однакова зміна праіндоєвропейського -е. складових сонорних;
3. Педерсенів закон;
4. Можливість реконструювати в давньопруській фонологічну (вокалізма і консонантизму) систему, не тільки аналогічну праслов'янській, а й ідентичну праслов'янській до завершення делабіалізації, що відповідає тим уявленням про праслов'янську як відгалуження західнобалтійської[34];
5. Палаталізація задньопіднебінних у слов'янських мовах теоретично може мати паралелі в балтійських і відповідно бути балто-слов'янським явищем[35];
6. Подовження складів перед праіндоєвропейським -е. проривних дзвінкими непридихними (Вінтерів закон)[36].

Ю. Тамбовцев у своїй статті, присвяченій статистичному дослідженню фоно-типологічній відстані між балтійськими і деякими слов'янськими мовами, в якій аналізується типологія будови звукових ланцюжків на підставі частоти народження восьми груп приголосних (губних, передньоязикових, середньоязикових, задньоязикових, сонорних, шумних проривних, шумних щілинних, шумних дзвінких), а також голосних, що дозволяє встановити близькість між мовами на фонетичному рівні, наводить такі кількісні характеристики за величиною критерію хі-квадрат між порівнюваними мовами:
|              | Литовська | Латвійська | Давньоруська | Російська | Українська | Словенська | Білоруська | Македонська | Чеська | Болгарська | Словацька | Сербско-хорватська | Сербо-лужицька | Польська |
| Литовська    | ―         | 6,45       | 2,84         | 6,07      | 3,64       | 7,46       | 1,92       | 17,11       | 6,14   | 19,64      | 12,99     | 25,66              | 18,22          | 24,62    |
| Латвійська   | 6,45      | ―          | 2,47         | 3,65      | 7,50       | 8,83       | 10,68      | 12,34       | 14,38  | 15,89      | 16,31     | 19,97              | 24,46          | 39,66    |
| Давньоруська | 2,84      | 2,47       | ―            | 4,71      | 5,20       | 8,60       | 6,42       | 13,92       | 10,29  | 11,08      | 14,20     | 15,31              | 20,16          | 30,54    |

З цього, як вказує автор праці, виходить, що до давньоруській за звучанням найближче литовська і латвійська, але не сучасна російська, українська або білоруська. Причому, як зазначає Ю. Тамбовцев, фоно-типологічну відстань між литовською і латвійською набагато більша, ніж між литовською і давньоруською, а найближчою до давньоруської латвійська, що, як вважає автор праці, може говорити про існування балто-слов'янської групи в індоєвропейській сім'ї мов. З числа інших слов'янських мов, як вказує Ю. Тамбовцев, литовська мова найменше схожа за звучанням на сербсько-хорватської та латвійська найменше близька до польської. У свою чергу, близькість литовської до білоруської, на думку автора, можна пояснити не тільки балто-слов'янською єдністю в минулому, а й інтенсивними контактами між обома мовами в складі Великого Князівства Литовського.

#### Поширені зміни звуку
- Вінтерів закон: подовження голосних перед Proto-Indo-European (PIE) недихальними дзвінкими приголосними (*b, *d, *g).
- Приголосні з дихальним голосом PIE (*bʰ, *dʰ, *gʰ, *ǵʰ) зливаються в прості приголосні (*b, *d, *g, *ǵ). Це також відбувалося в кількох інших індоєвропейських галузях, але оскільки закон Вінтера був чутливим до різниці між двома типами приголосних, злиття, мабуть, відбулося після нього, і тому є специфічним нововведенням балто-слов'ян.
- Гіртів закон: відкликання наголосу PIE на попередній склад, якщо цей склад закінчується на гортанні (*h₁, *h₂, *h₃, див. Ларингальна теорія).
- Високий голосний вставляється перед складовими сонорантами PIE (*l̥, *r̥, *m̥, *n̥). Цей голосний зазвичай є *i (віддає *il, *ir, *im, *in), але в деяких випадках також *u (*ul, *ur, *um, *un). Прагерманська мова є єдиною іншою індоєвропейською мовою, яка вставляє високий голосний (*u у всіх випадках), а всі інші замість них вставляють середні або низькі голосні.
- Поява реєстрової відмінности довгих складів, між гострим (ймовірно, глотталізірованним) і циркумфлексним. Гострий удар виникає насамперед, коли склад закінчується дзвінким згодним пиріг (як в законі Вінтера) або коли він закінчується горловим. Ця різниця відображено в більшості балто-слов'янських мов, включаючи праслов'янська, як протиставлення між підвищується і знижується тоном в акцентованих складах. Деякі балтійські мови прямо відображають гострий регістр у вигляді так званого «ламаного тону».
- Скорочення голосних перед кінцевим словом *m[39].
- Кінець слова *-mi > *-m після довгого голосного[39]. Це сталося після попередньої зміни, оскільки попередній довгий голосний зберігається.
- Підвищення наголошеного *o до *u в кінцевому складі[39].
- Злиття коротких *o і *a PIE в *a. Ця зміна також відбулася в кількох інших індоєвропейських галузях, але й тут це, мабуть, відбулося після закону Вінтера: закон Вінтера подовжує *o до *ō і *a до *ā, і, отже, мало відбутися до злиття двох звуків. Це також викликало підняття *o до *u вище. У слов'янських мовах *a пізніше округлюється до *o, тоді як балтійські мови зберігають *a:
  - Литовська ašìs староцерковнослов'янська ось (з PIE *a: латинське axis, давньогрецька ázōn)
  - Литовська avìs, староцерковнослов'янська овьца (з PIE *o: латинське ovis, грецьке óis)

Загальні балтослов'янські інновації включають ряд інших змін, які також поділяють кілька інших індоєвропейських гілок. Тому це не є прямим доказом існування спільної балто-слов'янської родини, але вони це підтверджують.
- Ізоглоса кентум — сатем: Палатавелярні приголосні PIE *ḱ, *ǵ, *ǵʰ стають піднебінними сибілянтами *ś, *ź, *ź, тоді як лабіовелярні приголосні PIE *kʷ, *gʷ, *gʷʰ втрачають лабалізацію і зливаються з простим велярним *k, *g, *gʰ. Пізніше піднебінні шиплячі стають простими шиплячими *s, *z у всіх балтослов'янських мовах, крім литовської.
- Педерсенів закон: *s стає *š, якщо перед ним *r, *u, *k або *i. У слов'янській мові це *š пізніше стає *x (у слов'янських мовах пишеться по-різному ⟨ch⟩, ⟨h⟩ або ⟨х⟩), коли слідує голосний заднього ряду.

### Просодія й акцентологія
На думку Є. Куриловича, представника класичної слов'янської акцентології, балтійська і слов'янська інтонаційні системи являють собою новоутворення, не тільки загальні по своєму виникненню і розвитку, а й сприяли появі численних спільних рис цих мов в морфологічному використання інтонацій. Як особливо підкреслюється Є. Куриловичем, дана приєднювальна еволюція в балтійських і слов'янських мовах торкнулася центральні риси мовної системи і привела як до змін фонетичного вигляду цих мов, так і утворення паралельних, а також, в деяких випадках, ідентичних зрушень в їх морфологічному ладі. Так, зокрема, на його думку, балто-слов'янським спадщиною в області морфологічної ролі інтонації можна вважати:
1. Зникнення в групі первинних слів різниці між праіндоєвропейського -е. баритонами і окситонні;
2. Виникнення інтонацій в групі похідних слів, що зумовило формування декількох інтонаційно-акцентуаціонних парадигм;
3. Інтонаційно-акцентуаціонну потрійність парадигм в відмінюванні.

Усе це, на думку Є. Курилович, являє собою найсильніші аргументи на користь існування балто-слов'янської єдности в минулому.
У свою чергу, провідний член московської акцентологические школи — В. А. Дибо, представник «пост-Ілліч-Світичевской» слов'янської акцентології, в одній зі своїх робіт робить висновок, що слов'янські і балтійські мови є нащадками балто-слов'янського прамови, оскільки праслов'янська і прабалтійскій мали фактично одну акцентну систему, яку, на його думку, неможливо запозичувати. Їм підкреслюється, що закономірності морфонологічних (морфофонологічних) феноменів, як правило, не ясні для мовця і навіть при контактах близькоспоріднених діалектів їх морфонологічні особливості лише усуваються, але не запозичуються. У своїй статті з досліджень акцентних типів похідних в балто-слов'янському прамови В. А. Дибо стверджує, що реконструкція систем породження акцентних типів у праслов'янській і прабалтійській мов привела до відновлення двох прамовної систем, які, в одних випадках, збігаються в словотвірному і в акцентологічному відношенні, а в інших є різні частини або «уламки» постулованій їм «фактично однієї системи», і які, на його думку, можуть бути об'єднані в ході подальшої реконструкції.
Найповніше проблему взаємини балтійської і слов'янської мов розглянув В. А. Дибо в роботі, присвяченій балтійської порівняльно-історичній і литовської історичної акцентології. Свою роботу він починає з критики позиції С. Б. Бернштейна і робить висновок, що важко погодитися з його твердженням про вторинне зближення слов'янської і балтійської мов, коли вони разом зберегли:
1. відмінність між простими дзвінкими проривних і дзвінкими придихуючими;
2. відмінність між короткими і довгими дифтонгами і дифтонгічне поєднаннями, яке було втрачено іншими індоєвропейськими мовами;
3. так звані «бецценберґеровське поєднання», безпосередні відображення яких виявляються переважно лише в давньоіндійській і давньогрецькій;
4. реєстрові тони, які позначилися в морфонологічних явищах, і які були втрачені іншими індоєвропейськими мовами.

При цьому спостерігається загальний комплекс акцентологических інновацій, таких як:
1. створення тотожною системи акцентних парадигм з тотожною системою породження акцентних типів похідних;
2. відтяжка кінцевого наголоси на первинно довгі монофтонги і дифтонги (Гіртів закон);
3. виникнення опозиції «акут-циркумфлекс»;
4. метатонія «акут → циркумфлекс перед домінантними суфіксами»;
5. закон Фортунатова — де Соссюра.

В. А. Дибо зазначає, що перераховане змушує відмовитися від пропонованого С. Б. Бернштейном терміна «спільність» і прийняти в якості робочої гіпотези існування балто-слов'янського прамови, оскільки важко припускати, як він вважає, що вся маса даних загальних резервацій і інновацій могла виникнути між двома контактуючими мовами, серед носіїв яких відсутнє взаєморозуміння і контакт між якими нібито настав значно пізніше індоєвропейської епохи.

### Морфологія та синтаксис

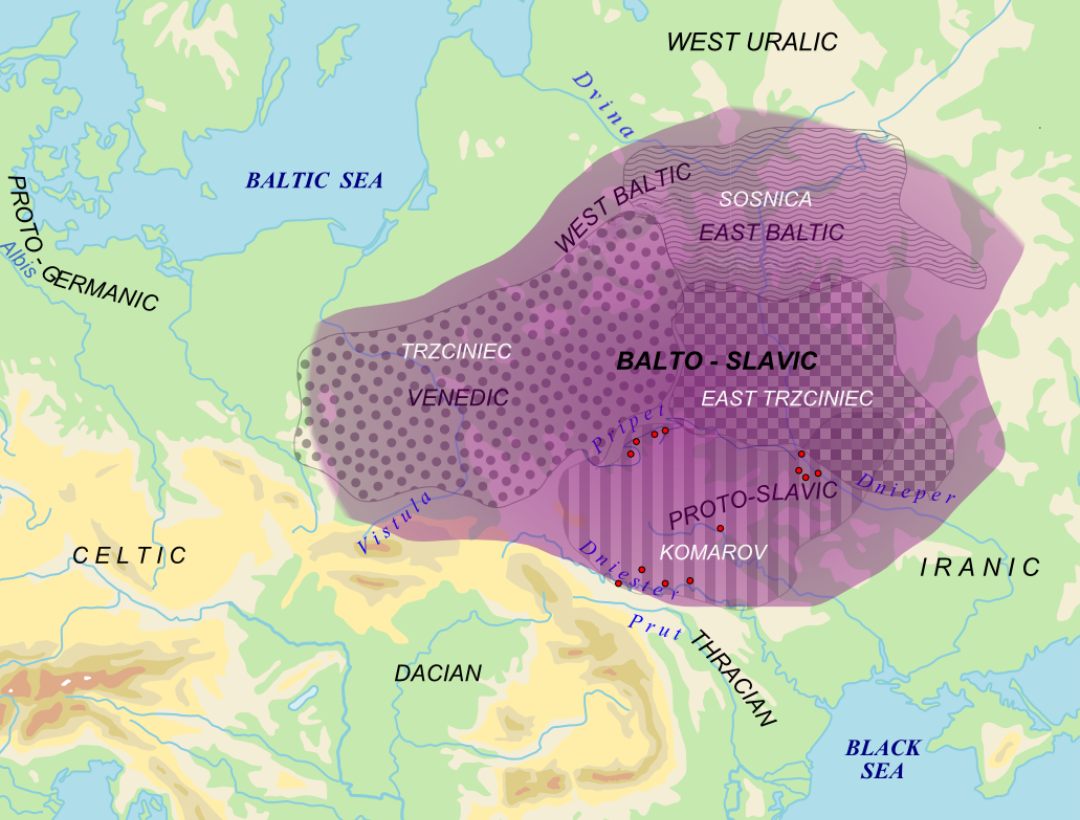
Область балто-слов'янського діалектного континууму (фіолетовий) із запропонованими матеріальними культурами, що співвідносяться з носіями балто-слов'янської мови в бронзовому столітті (білий). Червоні точки= архаїчні слов'янські гідроніми.

Щодо спільних морфологічних і синтаксичних ознак:
1. Займенниковий прикметник;
2. Перехід дієприкметників У відмінювання на -i̯o-;
3. Родовий відмінок однини тематичних основ на -ā(t)
4. Спосіб утворення вищого ступеня;
5. Непрямий відмінок 1 особи од. ч. men-, 1 л. мн. ч. nōsom;
6. Займенники tos/tā замість праіндоєвропейського -е so/sā;;
7. Відмінювання неправильних атематичні дієслів (лит. dúoti, слов'янське *dati);
8. ē/ā в претері;
9. Дієслова з формантом балто. -áuj- і слов. -uj-;
10. Творчий предикативний[47].

#### Поширені граматичні нововведення
- Заміна оригінального закінчення родового відмінка однини PIE тематичних іменників (о-кореня), яке реконструюється як *-osyo, на закінчення аблятівного відмінка*-ād (праслов'янською *vьlka, литовською vil̃ko, латвійською vìlka). У давньопруській, однак, є інше закінчення, можливо, походить від оригінального родового відмінка індроєвропейської: deiwas «бога», tawas «батька».
- Використання закінчення *-ān (від раніше *-āmi) інструментального однини в іменників і прикметників ā-основи[39]. Це контрастує з санскритским -ayā, архаїчним ведическим-ā. Литовське rankà могло статися від будь-якого закінчення, але відповідність з східно-литовським runku і латвійським rùoku вказує на балто-слов'янський *-ān.
- Використання закінчення *-mis в інструментальному множині, наприклад литовською sūnumìs, староцерковнослов'янською synъmi «з синами». Це закінчення також зустрічається в німецькій мові, в той час як інші індоєвропейські мови мають закінчення на -bʰ-, як в санскриті -bhis.
- Проведення відмінности між визначеним (що означає, аналогічний англійському артиклю «the») і невизначеним прикметниками (значенням, подібним англійському артиклю «a»). Певні форми утворювалися шляхом приєднання відповідної форми відносного / вказівного займенника *jas до кінця прикметника. Наприклад, литовське geràsis «добро» на відміну від gẽras «добрий», старослов'янське «dobrъjь» «добрий» на противагу dobrъ «добро». Однак ці форми в литовській мові, мабуть, розвинулися після розколу, оскільки в більш давньої литовської літератури (XVI століття і далі) вони ще не злилися (наприклад, naujamę́jame 'у новому' з *naujamén + *jamén). У литовській мові займенник злився з прикметником є сучасним (вторинним) займенником; у слов'янській займенник злився з прикметником, маючи давню (первинну) іменну словозміну[48][49].
- Використання родового відмінка для прямого об'єкта негативного дієслова. Наприклад, російською кни́ги (я) не читал, литовською knygos neskaičiau «Я не читав книгу».

### Лексика та семантика
Освальд Семереньї в одному зі своїх чотирнадцяти пунктів вказував на значну спільність лексики, що не спостерігається між іншими гілками індоєвропейських мов. Причому понад 200 слів у балтійських і слов'янських мовах є ексклюзивними сходженню.
Своєю чергою М. Н. Саєнко, пропонуючи новий метод використання лексикостатистики, стверджує, що в базовій лексиці прабалтійскоЇ праслов'янської спостерігається велика кількість загальних інновацій, що як вважає автор, може бути вагомим аргументом для підтвердження існування балто-слов'янської єдности.

#### Спільний словниковий запас
Деякі приклади слів, спільних для більшости або всіх балто-слов'янських мов:
- *léiˀpāˀ «tilia» (липа): литовською líepa, старопруською līpa, латвійською liẽpa, латґальською līpa, загальнослов'янською *lipa (староцерковнослов'янською липа, російською ли́па, польською lipa, чеською lípa)
- *ránkāˀ «рука»: литовською rankà, старопруською rānkan (acc. sg.), латвійською rùoka, латґальською rūka, загальнослов'янською *rǭkà (староцерковнослов'янською рѫка, російською рука́, польською ręka, чеською ruka)
- *galˀwā́ˀ «голова»: литовською galvà, старопруською galwo, латвійською gal̂va, латґальською golva; загальнослов'янською *golvà (староцерковнослов'янською глава, російською голова́, польською głowa, чеською hlava, слов'янське Triglav «божество Триглав»).[53]

Попри те, що лексичні розробки винятково для балто-слов'янської мови та інші свідчення про певну стадію загального розвитку, існують значні відмінності між балтійськими та слов'янськими словниками. Розвадовський зазначив, що кожне семантичне поле містить основний словниковий запас, який етимологічно відрізняється між двома гілками. Андерсен віддає перевагу моделі діалектного континууму, де найпівнічніші діалекти розвинулися у балтійські, у свою чергу, найпівденніші діалекти розвинулися у слов'янські (причому слов'янська пізніше поглинула будь-які проміжні ідіоми під час свого розширення). Андерсен вважає, що різні сусідні та субстратні мови могли спричинити відмінності в базовому словничному запасі.

## Дослідження

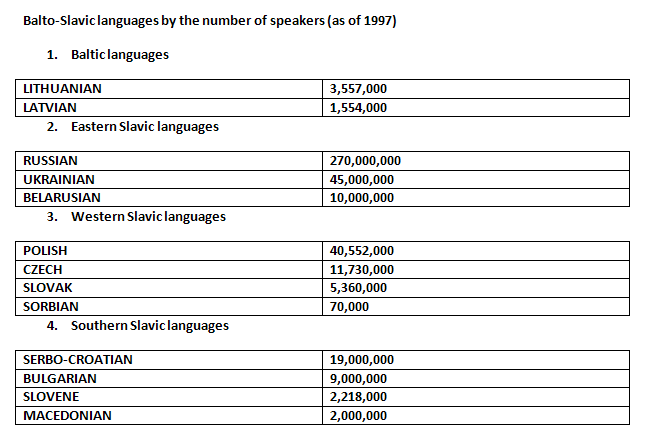
Чисельність носіїв сучасних балтійських та слов'янських мов станом на 1997 рік

Балто-слов'янська мовна єдність чи прамова — одна з класичних проблем індоєвропейського мовознавства. Історичний розвиток балто-слов'янських мовних взаємин характеризують чотири стани:
- спільність;
- паралельність — з різними ступенями близькости: від найближчої (І) через напівсередню (II), середню (III) до найдальшої (IV);
- розходження;
- зближення.

Відповідно до цього головні теорії про балто-слов'янські відносини від індоєвропейських до вже історичних часів можна подати за допомогою таких формул — Август Шлейхер: 1 — 3; Антуан Мейє: 2 (III) — 2 (III) (тобто без змін); Я. Розвадовський: 1 — 3 — 4 — 2 (III); Яніс Ендзелін (Іван Мартинович): 2 (IV) — 4 — 2 (III) — 3; В'яч. Вс. Іванов і Володимир Топоров: 2 (1) — 3.
Найпринциповішим є тут розрізнення спільности та паралельности незалежного виникнення подібних явищ в обох групах. Період особливої близькости балтійських та слов'янських мов датується орієнтовно серединою 1 тис. до н. е. Саме на цей період вказує факт спільних назв хронологічно пізніше освоєних металів (заліза, але не міді та бронзи) та культурних рослин (жита і вівса, але не пшениці та ячменю).
Спільність балтійських та слов'янських мов поширюється на всі мовні структури. Архаїчніші за своєю будовою балтійські мови надають у розпорядження дослідника історико-лінгвістичну перспективу для вивчення слов'янських, що нерідко зберігають лише релікти тих явищ, які в балтійських мовах представлені цілими системами. Структурна похідність багатьох слов'янських форм (по відношенню до балтійських) навіть викликала поширену в останні роки гіпотезу про походження слов'янських мов з периферійного західнобалтійського діалекту. В Україні основоположниками дослідження балто-слов'янської мовної спільности стали О. Потебня, Я. Ендзелін, Леонід Булаховський.

## Генетика
Згідно останніх генетичних досліджень єдина балто-слов'янська гілка підродини індоєвропейських народів дві тисячі років зазнала швидкої дивергенції внаслідок просторової експансії з Центральної Європи на схід та південь (Балканський півострів), особливо в часи раннього Середньовіччя. Це розширення призвело до включення генетичних компонентів численних автохтонних популяцій до слов'янського генофонду. Для сучасного населення України таким елементом слугував субстрат іранських народів (скіфів-землеробів, сарматів), що населяли Північне Причорномор'я та Середнє Подніпров'я. Генетичні відстані серед популяцій балто-слов'янських народів, заснованих на аутосомних та Y-хромосомних локусах, показують високу кореляцію як між собою (0,9), так і з географією розселення (0,7), мітохондріальною ДНК та мовною приналежністю. Різноманітність сучасних слов'янських народів була сформована вже на місцях, завдяки місцевим автохтонним субстратам.

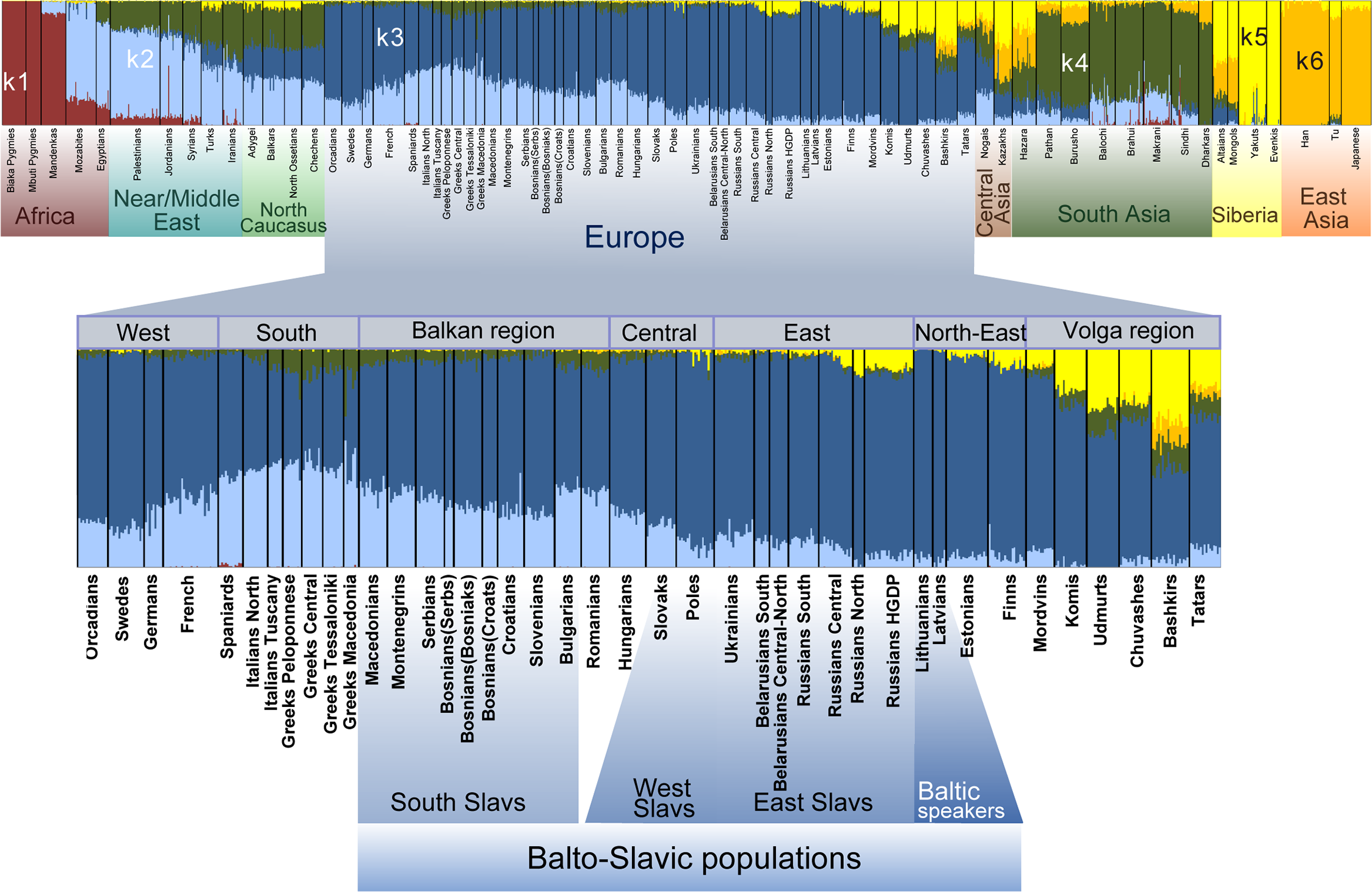
Спадкові компоненти балто-слов'янської популяції (англ.)
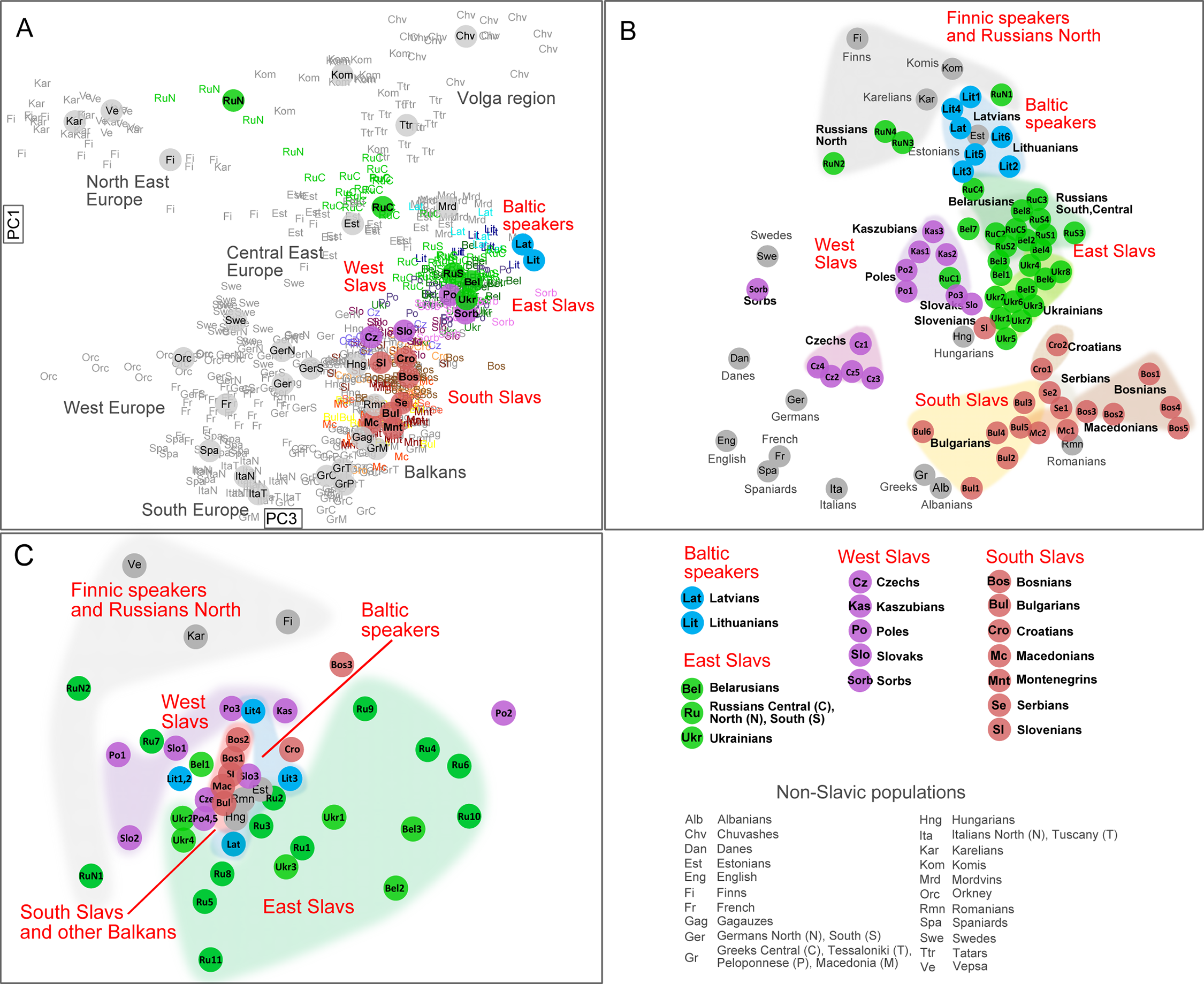
Генетична структура балто-слов'янської популяції (англ.)